# Ath Mansour Taourirt
Ath Mansour Taourirt (em árabe: آث منصور) é uma cidade e comuna localizada na província de Bouira, Argélia. Segundo o censo de 2008, a população total da cidade era de 10 077 habitantes.